# Wieliczka Towarowa
Wieliczka Towarowa – nieistniejąca już stacja kolejowa w Wieliczce, w województwie małopolskim, w Polsce. Położona była przy szybie Regis.

## Historia
Pierwsza stacja towarowa w Wieliczce położona była przy szybie Regis. Była to raczej bocznica, na której załadowywano pociągi wywożące wydobytą sól. Po jej likwidacji pociągi towarowe kursowały do stacji Wieliczka, gdzie mieściły się, obecnie nieistniejące, dodatkowe bocznice towarowe. Później składy kursowały także do stacji Wieliczka Rynek. Posiadała ona specjalny tor przeznaczony dla pociągów towarowych. Obecnie żadna wielicka stacja kolejowa nie obsługuje pociągów towarowych.

## Pozostałości
W miejscu pierwszej stacji mieści się obecnie oddział muzeum kopalni soli "Szyb Regis". Na stacji Wieliczka istnieją fragmenty zdewastowanej bocznicy towarowej. Bocznica na stacji Wieliczka Rynek została całkowicie rozebrana podczas remontu.